# Novopokrovka (Járkov)
Novopokrovka (en ucraniano: Новопокровка) es un pueblo ucraniano perteneciente al óblast de Járkov. Situado en el este del país, es parte del raión de Chujúyiv y centro del municipio (hromada) homónimo.

## Toponimia
El nombre de la ciudad en otros idiomas de importancia local también es Novopokrovka (en ruso: Новопокровка).

## Geografía
Novopokrovka está situado en la margen izquierda del río Udy, afluente del río Donets, 12 km al oeste de Chujúyiv y 35 km al sureste de Járkov.

## Historia
Novopokrovka fue fundada en 1818 y perteneció a la gobernación de Járkov del Imperio ruso. 
En mayo de 1920, Novopokrovka participó en un levantamiento contra la movilización en el Ejército Rojo. El pueblo recibió el estatus de asentamiento de tipo urbano en 1938. 
Hasta el 18 de julio de 2020, Novopokrovka fue parte del raión de Vovchansk. El raión se abolió en julio de 2020 como parte de la reforma administrativa de Ucrania, que redujo el número de raiones del óblast de Járkiv a siete. El área del raión de Vovchansk se fusionó con el raión de Chujúyiv.En 2023, Novopokrovka perdió el estatus de asentamiento de tipo urbano debido a la eliminación de este estatus administrativo.

## Demografía
La evolución de la población de Novopokrovka entre 1864 y 2022 fue la siguiente:
| 1251                                                          | 2555 | 5171 | 4795 | 4662 |
| (Fuente: Cities & Towns of Ukraine y UKRAINE: Größere Städte) |      |      |      |      |

## Infraestructura

### Transporte
La estación de tren de Pokrovka está en la vía férrea que conecta Járkiv y Kúpiansk-Vuzlovi. Novopokrovka está conectado por carretera a la autopista M03 que conecta Járkiv y Slóviansk. 